# 모순론
《모순론》(矛盾論)은 마오쩌둥이 1937년에 쓴 저작으로, 실천론과 함께 마오쩌둥 사상이 될 정치적 이데올로기의 철학적 토대를 형성한다. 1937년 8월, 마오쩌둥이 옌안의 게릴라 기지에 있을 때 변증법적 유물론의 철학을 해석하기 위해 작성되었다.
마오쩌둥은 존재를 끊임없는 변형과 모순으로 구성한다고 설명한다. 형이상학에서와 같이 일정한 것은 없으며 상반되는 모순에 기초해서만 존재할 수 있다. 그는 모순의 개념을 사용하여 다양한 중국의 역사적 시대와 사회적 사건을 설명한다.